# Stade Brestois 29 2010-2011
Questa voce raccoglie le informazioni riguardanti lo Stade Brestois 29 nelle competizioni ufficiali della stagione 2010-2011.

## Rosa
| N. |                         | Ruolo | Calciatore       |
| -- | ----------------------- | ----- | ---------------- |
| 1  | Francia (bandiera)      | P     | Steeve Elana     |
| 2  | Francia (bandiera)      | D     | Yvan Bourgis     |
| 3  | Francia (bandiera)      | D     | Thomas Cotty     |
| 4  | Francia (bandiera)      | D     | Johan Martial    |
| 5  | RD del Congo (bandiera) | C     | Oscar Ewolo      |
| 6  | Francia (bandiera)      | C     | Bruno Grougi     |
| 7  | Francia (bandiera)      | D     | Grégory Lorenzi  |
| 8  | Francia (bandiera)      | C     | Granddi N'Goyi   |
| 9  | Camerun (bandiera)      | D     | Théophile N'Tamé |
| 10 | Guinea (bandiera)       | A     | Larsen Touré     |
| 11 | Francia (bandiera)      | C     | Richard Soumah   |
| 15 | Rep. Ceca (bandiera)    | A     | Tomáš Mičola     |
| 16 | Francia (bandiera)      | P     | Gaëtan Deneuve   |

| N. |                      | Ruolo | Calciatore        |
| -- | -------------------- | ----- | ----------------- |
| 18 | Gabon (bandiera)     | D     | Moïse Brou Apanga |
| 19 | Francia (bandiera)   | C     | Benoît Lesoimier  |
| 20 | Francia (bandiera)   | A     | Romain Poyet      |
| 21 | Algeria (bandiera)   | C     | Brahim Ferradj    |
| 22 | Francia (bandiera)   | D     | Ousmane Coulibaly |
| 23 | Francia (bandiera)   | C     | Yoann Bigné       |
| 24 | Marocco (bandiera)   | D     | Ahmed Kantari     |
| 25 | Senegal (bandiera)   | D     | Omar Daf          |
| 26 | Francia (bandiera)   | A     | Nolan Roux        |
| 27 | Rep. Ceca (bandiera) | C     | Mario Lička       |
| 28 | Grecia (bandiera)    | D     | Filippos Darlas   |
| 30 | Francia (bandiera)   | P     | Simon Pontdemé    |